# A Rolling Stone
«A Rolling Stone» es una canción de Grace Jones de su álbum Warm Leatherette (1980), su primera canción post-disco. La canción fue lanzada como el primer sencillo del álbum en el Reino Unido, pero no obtuvo mucha atención. Fue rápidamente seguida por "Love is the Drug" y "Private Life". A diferencia de la mayoría del material del álbum Warm Leatherette la canción no tuvo una versión, sino una nueva composición coescrita por Jones, Deniece Williams y Fritz Baskett. En el Lado B está la canción "Sinning" del álbum Muse (1979). La versión 12" sencillo incluye una remezcla extendida de "A Rolling Stone", que solo fue lanzado en el Reino Unido y sigue siendo inédito en CD.

## Lista de canciones
- UK 7" sencillo (1980)

1. «A Rolling Stone» - 3:30
2. «Sinning» - 4:08

- UK 7" promo (1980)

1. «A Rolling Stone» - 3:30
2. «Sinning» - 4:08

- UK 12" sencillo (1980) 12WIP 6591

1. «A Rolling Stone» (Extendida) - 5:39
2. «Sinning» - 5:05